# Josef Kaiser
Ne doit pas être confondu avec Josef Kaiser (architecte).
Pour les articles homonymes, voir Kaiser.
Josef Kaiser est un artiste autrichien.
Josef Kaiser a dessiné les faces nationales des pièces autrichiennes en euro représentant Bertha von Suttner (2 €), Wolfgang Amadeus Mozart (1 €), le palais de la Sécession (50 cent), le palais du Belvédère (20 cent), la cathédrale Saint-Étienne de Vienne (10 cent), la primevère (5 cent), l'édelweiss (2 cents) et la gentiane (1 cent).